# Enric Cormenzana Bardas
Enric Cormenzana Bardas va ser un pintor, dibuixant i gravador barceloní nascut el 23 de juliol del 1948 i mort el 2011. Es va iniciar en el dibuix quan tenia sols catorze anys. Va ser alumne de l'Escola Massana i de l'Escola de Belles Arts de Barcelona.
Es dedica professionalment a la pintura des de 1969 i des de llavors ha exposat individualment a Barcelona (Galeries "Tretze", "Cent", "Joan Prats"), Las Palmas de Gran Canària, València (Galeria "Punt") i Suècia, Malmö (Galeria Futura), Gisele Linder de Basilea (Suïssa), Space Q de Nayoga (Japó) i en el Museu d'Art Contemporani de Ginebra (Suïssa). A més a més, va participar en mostres col·lectives com la Biennal d'Eivissa, Biennal Iberoamericana de Mèxic, Trienal de Nuremberg i fires d'art de diverses capitals mundials com Art Basel, Art Basel Miami, IKI en Dusseldorf, Inco-art a Roma, Arc a Madrid i Wash-*Art a Washington. A més ha compaginat la seva carrera de pintor amb la d'il·lustrador realitzant treballs per al Correo Catalan, Oriflama, Tele/express, El Papus, Món diari, El Periódico de Catalunya i Avui, entre d'altres, sovint signant com a Corb.
Emmarcat en l'expressionisme abstracte, ha estat dels artistes que va considerar l'espai com un buit, «quan tractava només blanc i negre». En la seva obra, s'han apreciat també «formes orgàniques desenvolupades en l'espai, grans taques i grafismes.» La seva pintura ha fet una incursió en el terreny del paper «buscant la transparència i la simplicitat cromàtica, amb escriptures il·legibles ». Un altre tret del pintor barceloní és l'abstracció «de caràcter líric i informal» i les noves manifestacions del gravat. Al catàleg d'una exposició a la Galeria Joan Prats de Barcelona el 1980 Gloria Moure descrivia així la seva obra recent: «...sobre les capes de color inicials aplicades amb una acurada precisió per evitar qualsevol sensació de profunditat, una simbologia sígnica escassa i constant que s'oposa clarament a qualsevol veleitat gestual i que adopta formes agressives de tascons i traços rectes, com agredint eròticament el plànol pictòric».
Va viure a Esplugues de Llobregat.